# Citra Febrianti
Citra Febrianti (Pringsewu, 22 febbraio 1988) è una sollevatrice indonesiana, vincitrice della medaglia d'argento olimpica a Londra 2012 nella categoria fino a 53 kg.
Arrivata quarta nella competizione londinese, ha vinto la medaglia d'argento in seguito della squalifica della kazaka Zul'fija Činšanlo e della moldava Cristina Iovu.

## Palmarès
| Anno | Manifestazione                    | Sede               | Evento | Risultato | Prestazione | Note |
| ---- | --------------------------------- | ------------------ | ------ | --------- | ----------- | ---- |
| 2011 | Giochi del Sud-est asiatico       | Giacarta-Palembang | -53kg  | Argento   | -           |      |
| 2012 | Giochi olimpici                   | Londra             | -53kg  | Argento   | 206kg       |      |
| 2013 | Giochi del Sud-est asiatico       | Naypyidaw          | -53kg  | Bronzo    | -           |      |
| 2013 | Giochi della solidarietà islamica | Palembang          | -53kg  | Oro       | -           |      |